# Riu Tuy
El riu Tuy és el principal riu de l'Estat de Miranda, a Veneçuela. Té una longitud total de 239 quilòmetres. Neix prop del Pic Codazzi a l'Estat d'Aragua i discorre en sentit nord-sud fins a la població de El Consejo. D'allà continua cap a l'est travessant tot l'estat de Miranda. Els seus principals afluents són: Riu Guaira, i el riu Caucagua, també anomenat  riu Gran. Desemboca al Mar del Carib.

## El Tuy, recurs vital de Caracas
Un aspecte destacable de la contaminació de les aigües el constitueix el procés accelerat de degradació de l'embassament La Mariposa, situat a 8 km de Caracas, sobre el Río El Valle. Aquest embassament el propòsit fonamental és proveir d'aigua potable a Caracas, també és reserva de les aigües provinents del riu Tuy, a través d'un sistema d'adducció. En els darrers anys, a causa de l'augment de les indústries, agrícoles i sobretot urbanístiques desenvolupades en la seva conca receptora, aquest ha arribat a nivells crítics de contaminació.